# 下原町 (宮崎市)
下原町（しもはらちょう）とは、宮崎県宮崎市内の地名。中央東地域自治区に属している。郵便番号は880-0843。

## 地理
宮崎市の中心部、中央東地域自治区に属する。市道大島通りに沿い、ロードサイド店舗が並ぶほか、住宅・マンション等が並ぶ。南部は市営墓地となっている。
北を柳丸町、東を吉村町、南を青葉町、西を錦本町と接する。

## 歴史
- 1927年 - 大字上別府から下原町が成立。

## 世帯数と人口
2023年（令和5年）9月1日現在の世帯数と人口は以下の通りである。
| 町丁   | 世帯数  | 人口   |
| ------ | ------- | ------ |
| 下原町 | 650世帯 | 1187人 |

## 小・中学校の学区
市立小・中学校に通う場合、学区は以下の通りとなる。
| 町名         | 小学校             | 中学校               |
| ------------ | ------------------ | -------------------- |
| 下原町の一部 | 宮崎市立江平小学校 | 宮崎市立宮崎東中学校 |
| 下原町の一部 | 宮崎市立檍小学校   | 宮崎市立檍中学校     |

## 交通

### 鉄道
町域を日豊本線が通過する。最寄り駅は宮崎駅。

### バス
宮交グループの運営するバスが営業している。

## 施設
- 宮崎市営下原墓地
- 宮崎カトリック墓地